# Delia hirtitibia
Delia hirtitibia este o specie de muște din genul Delia, familia Anthomyiidae. A fost descrisă pentru prima dată de Stein în anul 1916. Conform Catalogue of Life specia Delia hirtitibia nu are subspecii cunoscute.